# Sheila Bromley

Sheila Bromley est une actrice américaine née le 31 octobre 1911 à San Francisco (Californie) et morte le 23 juillet 2003 à Los Angeles (Californie).

## Filmographie
- 1931 : The Lawyer's Secret de Louis Gasnier et Max Marcin
- 1931 : Papa longues jambes  (Daddy Long Legs) de Alfred Santell : Gloria Pendleton
- 1931 : Land of Wanted Men de Harry L. Fraser : Cynthia
- 1931 : No Privacy de Harry Edwards
- 1931 : Playthings of Hollywood de William A. O'Connor
- 1931 : Ten Nights in a Bar Room de William A. O'Connor : June Manners
- 1932 : A Scarlet Week-End de George Melford
- 1932 : Une heure près de toi (One Hour with You) d'Ernst Lubitsch : la bonne de Colette
- 1932 : Play Girl de Ray Enright : une jeune femme au mariage
- 1932 : She Wanted a Millionaire de John G. Blystone : une nageuse
- 1932 : Texas Gun Fighter de Phil Rosen : Jane Adams
- 1932 : Texas Pioneers (en) de Harry L. Fraser : Nancy Thomas
- 1932 : The Cowboy Counsellor de George Melford : Ruth Avery
- 1933 : Une nuit seulement (Only Yesterday) de John M. Stahl
- 1933 : Moi et le Baron (Meet the Baron) de Walter Lang
- 1933 : Her First Mate de William Wyler
- 1934 : Fascination (Glamour) de William Wyler
- 1934 : That's Gratitude de Frank Craven : Delia Maxwell
- 1934 : The Hell Cat d'Albert Rogell
- 1934 : The Merry Widow de Ernst Lubitsch : la bonne de Sonia
- 1934 : The Prescott Kid de David Selman : Dolores Ortega
- 1934 : The Woman Condemned de Dorothy Davenport
- 1935 : Bas le masque (Behind the Evidence) de Lambert Hillyer : Ruth Allen
- 1935 : Carnival de Walter Lang
- 1935 : Danger Ahead de Al Herman : Lorraine Matthews
- 1935 : Lawless Range de Robert N. Bradbury : Ann Mason
- 1935 : Moonlight on the Prairie de D. Ross Lederman : Barbara Roberts
- 1935 : The Pace That Kills de William A. O'Connor
- 1935 : Three Women de Monte Brice
- 1935 : Together We Live de Willard Mack : Mary Kavanaugh
- 1935 : Les Loups du désert (Westward Ho) de Robert N. Bradbury : Mary Gordon
- 1936 : Un poing… c'est tout ! (Born to Fight) de Charles Hutchison : Ada
- 1936 : Desert Phantom de S. Roy Luby : Jean Haloran
- 1936 : En parade (Gold Diggers of 1937) de Lloyd Bacon
- 1936 : Kelly of the Secret Service de Robert Hill
- 1936 : Lady Be Careful de Theodore Reed
- 1936 : The Cocaine Fiends de William A. O'Connor
- 1937 : L'Idole de la foule (Idol of the Crowds) de Arthur Lubin : Helen Dale
- 1937 : Midnight Intruder de Arthur Lubin
- 1937 : Missing Witness de William Clemens : Gladys Wagner
- 1937 : The Boss Didn't Say Good Morning de Jacques Tourneur
- 1937 : The Luck of Roaring Camp de Irvin Willat
- 1937 : À l'est de Shanghaï (West of Shanghai) de John Farrow : Lola Galt
- 1938 : Accidents Will Happen de William Clemens : Nona Gregg
- 1938 : Girls on Probation de William C. McGann : Hilda Engstrom
- 1938 : King of the Newsboys de Bernard Vorhaus : Connie Madison
- 1938 : Making the Headlines de Lewis D. Collins : Grace Sandford
- 1938 : Midnight Intruder de Arthur Lubin : Peggy Reitter
- 1938 : Mystery House de Noel Smith : Terice Von Elm
- 1938 : Rebellious Daughters de Jean Yarbrough : Flo
- 1938 : Reformatory de Lewis D. Collins : Mme Regan
- 1938 : The House of Mystery de Lewis D. Collins
- 1939 : Death Goes North de Frank McDonald : Elsie Barlow
- 1939 : Nancy Drew... Reporter de William Clemens : Bonnie Lucas
- 1939 : Torchy Blane...Playing with Dynamite de Noel Smith : "Jackie" McGuire
- 1939 : Torture Ship de Victor Halperin : Mary Slavish
- 1939 : Waterfront de Terry O. Morse :  Marie Cordell
- 1939 : Women in the Wind de John Farrow : Frieda Boreman
- 1940 : A Fugitive from Justice de Terry O. Morse : Ruby Patterson
- 1940 : Calling Philo Vance de William Clemens : Doris
- 1940 : Thou Shalt Not Kill de John H. Auer : Julie Mancini
- 1942 : Time to Kill d'Herbert I. Leeds : Lois Morny
- 1945 : The House on 92nd Street de Henry Hathaway : une cliente
- 1954 : A Star Is Born de George Cukor : figurante aux funérailles
- 1956 : 24 Heures de terreur (A Day of Fury) d'Harmon Jones : Marie
- 1956 : There's Always Tomorrow de Douglas Sirk : la femme de Pasadena
- 1956 : Dix secondes de silence (World in My Corner) de Jesse Hibbs : Mme Mallinson
- 1957 : La Forêt meurtrière (Spoilers of the Forest) de Joseph Kane
- 1957 : The Lawless Eighties de Joseph Kane
- 1959 : Ivy League de Richard Whorf
- 1960 : Les Aventuriers (Ice Palace) de Vincent Sherman : Lucy Husack
- 1960 : Young Jesse James de William F. Claxton : Mme Samuels
- 1961 : Jugement à Nuremberg (Judgment at Nuremberg) de Stanley Kramer : Mme Ives
- 1964 : For Those Who Think Young (en) de Leslie H. Martinson : Mme Harkness
- 1965 : The Girls on the Beach de William Witney : Mme Winters
- 1965 : Three on an Island de Vincent Sherman
- 1967 : Hôtel Saint-Gregory (film, 1967) (Hotel) de Richard Quine : Mme Grandin
- 1976 : Terror Circus de Alan Rudolph